# Międzynarodowa polityka ekonomiczna
Międzynarodowa polityka ekonomiczna – jednolite w skali krajów, regionu geograficznego lub w skali globalnej cele, narzędzia i środki służące do osiągnięcia wspólnych celów. Najbardziej zaawansowaną formą MPE jest prowadzenie wspólnej polityki zagranicznej w zakresie gospodarki.

## Cele międzynarodowej polityki ekonomicznej
Celami międzynarodowej polityki ekonomicznej są:
1. Horyzont krótki – cele o charakterze koniunkturalnym, np. stabilizacja cen, stałe dostawy surowców i energii, przeciwdziałanie ograniczeń w handlu zagranicznym, wzrost gospodarczy
2. Horyzont długi – cele o charakterze strukturalnym, np. zmiana produkcji, eksportu, specjalizacji równoważenie bilansu płatniczego.

Narzędzia to porozumienie i umowy międzynarodowe.
Środki to czynniki produkcji służące do osiągnięcia celów politycznych np. porozumienia towarowe, które mają fundusze związane z realizacją wspólnych celów.

## Podmioty prowadzące międzynarodową politykę ekonomiczną
Podmiotami prowadzącymi międzynarodową politykę ekonomiczną są:
- państwo
- korporacje międzynarodowe
- międzynarodowe organizacje gospodarcze